# Halowe Mistrzostwa Europy w Lekkoatletyce 1989 – bieg na 3000 m kobiet
Bieg na 3000 metrów kobiet – jedna z konkurencji biegowych rozgrywanych podczas halowych lekkoatletycznych mistrzostw Europy w  hali Houtrust w Hadze. Rozegrano od razu bieg finałowy 19 lutego 1989. Zwyciężyła reprezentantka Holandii Elly van Hulst,  która tym samym obroniła tytuł zdobyty na poprzednich mistrzostwach.

## Rezultaty

### Finał
Opracowano na podstawie materiału źródłowego.
| Miejsce | Zawodniczka    | Czas    | Uwagi |
| ------- | -------------- | ------- | ----- |
| 1       | Elly van Hulst | 9:10,01 |       |
| 2       | Nicky Morris   | 9:12,37 |       |
| 3       | Maricica Puică | 9:15,49 |       |
| 4       | Zita Ágoston   | 9:18,93 |       |
| –       | Vera Michallek | DNF     |       |